# Troglohyphantes sciakyi
Troglohyphantes sciakyi là một loài nhện trong họ Linyphiidae.
Loài này thuộc chi Troglohyphantes. Troglohyphantes sciakyi được miêu tả năm 1989 bởi Pesarini.